# Colibacilosis

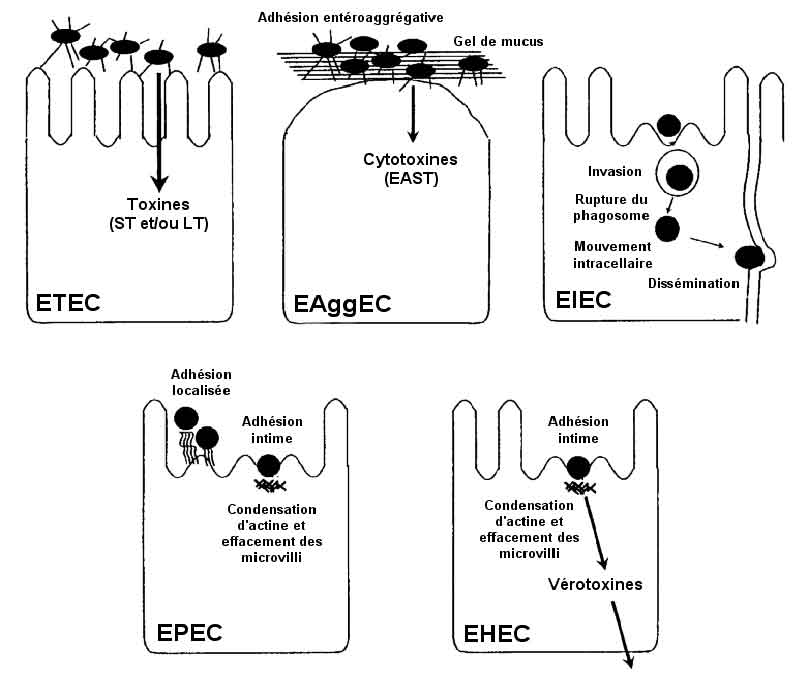
Este diagrama describe los modos de acción de los principales patovares de la bacteria Escherichia coli que inducen diarrea.

Colibacilosis se llama a toda enfermedad del tracto digestivo, que puede cursar a nivel entérico local o sistémico, producida por Escherichia coli, sea cual sea la especie animal afectada.

## Etiología
E. coli es una bacteria gram-negativo, móvil (con flagelo), cocobacilar, con un tamaño de entre 0,5 y 3,4 µm. Posee una cápsula con lipopolisacáridos, que tiene relación antifagocítica y además tiene la capacidad de adherirse a la mucosa intestinal. Esta propiedad de adherirse se debe al ácido D-poliglutámico que posee la cápsula.
Para poder identificar E. coli,  hay que tener en cuenta además, que fermenta la lactosa y que es IMViC ++--, lo que diferencia E. coli de Salmonella.

## Factores de la virulencia
Este microorganismo bacteriano debe su patogenicidad a las toxinas, tanto enterotoxinas (exotoxinas), fundamentalmente responsables de las diarreas, como endotoxinas, las cuales forman parte del lipopolisacárido de la cápsula.

### Factores estructurales
Los diferentes factores de virulencia estructurales (pili, etc.), tienen distintas sustancias antigénicas, las cuales se pueden usar para tipificar las distintas cepas de E. coli.
Desde el punto de vista práctico, y para la tipificación,  E. coli posee tres antígenos de superficie: antígeno O (somático), antígeno H (flagelar) y antígeno K (capsular).
El resultado de serotipificación (análisis de los antígenos) se llama serotipo. clínicamente, en la práctica, el antígeno H no es importante. La identificación de una cepa de E. coli es exclusivamente por los antígenos O y K, que se denomina serogrupo.
Factores:
- Flagelos. Da movilidad a la bacteria, dirigida por estímulos quimiotácticos.
- Cápsula. Da resistencia a la opsonización y a la destrucción por los polimorfonucleares, y aumentan la resistencia del enlace de la bacteria al epitelio.
- Pared celular. Actúa como endotoxina cuando hay septicemia.
- Pili. Tienen la función de colonización y adherencia al hospedador. Existen muchos tipos de pili antigénicamente distintos:
  - K88 (con varios tipos antigénicos: ab, ac, y ad). En ganado porcino.
  - K99. En bovinos, ovinos y porcinos.
  - 987P. En bovinos y porcinos.
  - F41 (K99). En bovinos y porcinos.
  - Vir pili. septicemia en corderos y terneros.

### Productos de desecho
- Colicinas. Sintetizadas por los plásmidos Col V. Aumentan la absorción de hierro.
- Enterotoxinas:
  - LT (lábil): hombre y porcino.
  - ST (estable).
  - STa (antiabsorción).
  - STb (tiene especificidad por células del intestino delgado del cerdo).
- Citotoxinas. Y OTROSA
- Hemolisinas. Sintetizada por el plásmido Hly, aumenta el nivel de hierro en el hospedero. Aerobactin.
- EDP. Es una neurotoxina lábil, de 50 a 100 Kdalton.

## Epidemiología
Es el agente bacteriano más frecuentemente aislado en las enfermedades entéricas de los lechones y los terneros, también identificado en las de los corderos y los potrillos. Aunque es un huésped habitual del tracto digestivo de los mamíferos y las aves, algunas cepas pueden causar problemas gastrointestinales en el hombre y en otros animales, como por ejemplo alpacas, conejos o canarios.
El hecho de que enfermen los terneros y los lechones se debe fundamentalmente, a las cepas bacterianas y a las condiciones de manejo (alimentación, destete, hacinamiento, inmunización de las madres, etc.). 

## Patogenia
Escherichia coli actúa sobre las células de Lieberkun del intestino delgado, provocando que estas absorban las enterotoxinas que produce la célula y no los electrolitos normales, lo cual lleva a una diarrea profusa hipersecretoria.
Las infecciones provocadas por la E. coli en las vellosidades del intestino deja a estas células intactas, en cambio en las infecciones provocadas por Coronavirus las vellosidades se ven alteradas.
La toxina responsable de la diarrea es la enterotoxina lábil (LT). Esta, actúa provocando una elevación del AMPc celular y disposición de los flujos normales de los iones en el epitelio intestinal.
Estructuralmente, la toxina consta de tres partes, estas son: A1, A2 y B. La parte estructural de la enterotoxina que cumple su función tóxica es la A1. Esta es una proteína reguladora que tiene acción enzimática (ribosilación de la adenilciclasa GTP). La porción A2 participa en la internalización de la toxina (porción A1). Las porciones B ejercen una función de unión a los receptores específicos celulares, permitiendo la acción de la estructura A1.
En la patogenia de la colibacilosis, existen dos factores determinantes, el animal y la cepa bacteriana. La propiedad de la cepa actuante va a determinar si la enfermedad es una colibacilosis septicémica (cepa invasiva) o, si es simplemente diarrea (cepa productora de enterotoxina).

## Manifestaciones clínicas

### Terneros
En terneros con septicemia, las manifestaciones se evidencian a los cuatro días de vida aproximadamente. Hay depresión, taquicardia, anorexia, con temperatura elevada al principio que luego desciende por debajo de la temperatura normal. Puede haber diarrea y signos de disentería. También puede haber evidencia de afecciones en otras localizaciones; artritis, meningitis, panoftalmitis, neumonía, etc.
En los terneros con colibacilosis enterotóxica, las primeras manifestaciones clínicas aparecen entre una y dos semanas de vida. Hay debilidad severa, temperatura disminuida, mucosas pálidas, piel fría, colapso de venas superficiales, irregularidad cardíaca, movimientos convulsivos y apnea. Es importante la toxemia entérica, hay diarrea acuosa, amarillenta, pálida o blanca, con estrías de sangre, olor fétido y desagradable. La muerte sobreviene de forma aguda, luego de dos a seis horas de aparición de los primeros síntomas.

### Lechones
En los lechones la forma septicémica de la enfermedad es poco común; generalmente aparecen lechones muertos o moribundos en la piara de un día para otro.
En la enterotoxemia hay pérdida de peso (30-40%) por anorexia y diarrea, la cual puede ser pastosa o acuosa de color amarillenta o marrón. Los ojos aparecen hundidos debido a la deshidratación. La cola está parada y mojada y la temperatura está normal o por debajo  de la normal. La muerte aparece después de veinticuatro horas.

#### Anatomía patológica
En la forma septicémica no se aprecian grandes alteraciones. En los casos severos, hay hemorragias subserosas y submucosas, exudados fibrinosos en las articulaciones, onfaloflevitis y peritonitis en las cavidades serosas.
En la forma entérica de los lechones podemos encontrar los intestinos distendidos y la mucosa  normal o hiperémica. En el estómago, es común encontrar leche cuajada. La atrofia de las vellosidades, es rara, aunque posible.
En los terneros podemos encontrar contenido amarillento acuoso en las heces. La mucosa abomasal presenta pequeñas hemorragias. En el intestino las vellosidades se encuentran caídas o pegadas. Hay infiltración neutrofílica.

#### Diagnóstico
El tratamiento debe basarse en los datos epidemiológicos, clínicos, anatomopatológicos y análisis de laboratorio que sean pertinentes.
Epidemiológicamente, debe hacerse un relevamiento inmunológico de las madres, fundamentalmente si son primerizas, ya que generalmente son sus lechones los que más enferman. Si las madres no son primerizas, se debe ver si fueron desafiadas con vacunas con cepas de campo.
Clínicamente, debe verse la diarrea, la cual debe ser acuosa, transparente y profusa; igualmente este signo no es patognomónico.
Anatomopatológicamente, debe tenerse en cuenta que las diarreas producidas por E. coli se deben a daño funcional y no estructural, como sucede en la salmonelosis (infección por Salmonella spp.).
En los análisis de laboratorio debe detectarse si hubo septicemia en la afección por Escherichia coli; para ello debe aislarse el agente de la sangre. Se puede hacer el aislamiento de la bacteria y de las enterotoxinas de las heces.

### Diagnóstico de laboratorio
- Inmunofluorescencia directa.
- Seroaglutinación.
- ELISA.
- Cultivo y antibiograma. Esto es de poco valor si no se determina la patogenicidad de la bacteria.
- pH de las heces:
  - Ácido: diarrea por mala absorción.
  - Básico: diarrea secretoria.

#### Tratamiento
Puede hacerse un tratamiento mediante la administración por vía parenteral u oral inmediata, de: sulfonamida, trimetropin más sulfonamida o gentamicina.

#### Control
Para el control es importante hacer un buen manejo productivo y sanitario (inmunitario) de los animales, incluyendo los animales de incorporación reciente.
Para la producción de los porcinos es importante tener buenos lugares de parición para las madres y las naves deben tener buena ventilación.
Los animales de reciente incorporación deben ser sometidos a un régimen de cuarentena.
La vacunación actualmente no es muy satisfactoria, pero es importante saber que animales ya fueron desafiados.